# Салентин III фон Изенбург
Салентин III фон Изенбург (на немски: Salentin III von Isenburg; † между 9 октомври 1346 и 1351) от фамилията Изенберг, е господар на Изенбург и Бурглар.

## Произход
Той е син на Салетин II фон Изенбург († сл. 1297), господар на Изенбург-Кемпених, и съпругата му Агнес фон Рункел († 1297/1316), дъщеря на Зигфрид IV фон Рункел.

## Фамилия
Първи брак: с Катарина N (fl 1300). Те имат една дъщеря:
- Кунигунда († сл. 1364), омъжена I. за Рихард фон Елц, фогт на Рюбенах († 1349/1353), II. пр. 16 август 1357 г. за Хайнрих фон Валдек, господар на Батенберг († 1361)

Втори брак: пр. 13 януари 1304 г. за Мехтилд фон Коберн († 9 октомври 1344/1350), дъщеря на Робин, господар на Коберн († 1302), и на Елизабет фон Епщайн († сл. 1320). Те имат децата:
- Салентин IV фон Изенбург (* ок. 1320; † сл. 1364), женен пр. 25 февруари 1341 г. за Катарина фон Золмс († 1399), дъщеря на граф Йохан I фон Спонхайм-Золмс († 1354/1356)
- Робин (* ок. 1334; † 18 януари 1371), архдякон в Диткирхен (1329 – 1370), домхер в Трир (1359 – 1368)
- Зигфрид
- Готфрид († сл. 1355), свещеник в Кетиг и Малшайд (1322 – 1355)
- Юта († сл. 1348), канонес на Св. Урсула в Кьолн (1330 – 1348)
- Елизабет (* ок. 1344; † 1370), омъжена за Симон Боос фон Валдек-Вилц († 1366/1368)